# Ambasciatore del Regno Unito in Svezia
L'Ambasciatore del Regno Unito in Svezia è il primo rappresentante diplomatico Regno Unito in Svezia e responsabile della missione diplomatica del Regno Unito in Svezia. Il titolo ufficiale è l'ambasciatore di Sua Maestà Britannica nel Regno di Svezia.

## Lista degli ambasciatori

### Inviato Straordinario e Ministro Plenipotenziario presso il Tribunale di Stoccolma
- 1800–1801: Relazione diplomatica interrotta a causa della Lega dei neutri
- 1802–1804: Charles Arbuthnot[1]
- 1804–1807: Henry Pierrepont[2]
- 1807: Alexander Straton[3]
  - 1807: Henry Pierrepont[1]
- 1807–1808: Edward Thornton[1]
- 1808–1809: Anthony Merry[1]
- 1810–1812: Relazione diplomatica interrotta a causa dell'alleanza tra Svezia e Francia
  - 1811: Edward Thornton[1]
- 1812–1817: Edward Thornton[1]
- 1817–1820: Percy Smythe, VI visconte Strangford[1]
- 1820–1823: William Vesey-FitzGerald, II barone FitzGerald e Vesey[4]
- 1823–1832: Benjamin Bloomfield, I barone Bloomfield[1] (creato barone nel 1825)
- 1832–1833: Charles Ellis, VI barone Howard de Walden[5]
- 1833–1835: Sir Edward Cromwell Disbrowe[1]
- 1835–1838: John Duncan Bligh[6]
- 1838–1850: Sir Thomas Cartwright[1]
  - 1850: George John Robert Gordon[1]
- 1851–1853: Sir Edmund Lyons[7]

### Inviato Straordinario e Ministro Plenipotenziario al re di Svezia e Norvegia
- 1854–1859: Arthur Magenis[8]
- 1859–1872: George Jerningham[9]
- 1872–1881: Edward Erskine
- 1881–1884: Sir Horace Rumbold
- 1884–1888: Edwin Corbett
- 1888–1893: Sir Francis Plunkett
- 1893–1896: Sir Spenser St. John
- 1896–1901: Sir Francis Pakenham
- 1902–1904: Sir William Barrington[10]
- 1904–1905: Rennell Rodd

### Inviato Straordinario e Ministro Plenipotenziario al re di Svezia
- 1905–1908: Rennell Rodd
- 1908–1912: Cecil Spring-Rice
- 1913–1918: Esme Howard
- 1919–1924: Colville Barclay
- 1924–1927: Arthur Grant Duff
- 1928–1930: Sir Tudor Vaughan
- 1931–1934: Sir Archibald Clark Kerr
- 1935–1937: Michael Palairet
- 1938–1939: Sir Edmund Monson, III baronetto[11][12]
- 1939–1945: Sir Victor Mallet[13][14]
- 1945–1948: Sir Bertrand Jerram[15]

### Ambasciatori di Svezia
- 1948–1951: Sir Harold Farquhar
- 1951–1954: Sir Roger Stevens
- 1954–1960: Sir Robert Hankey
- 1960-1963: Sir John Coulson
- 1963–1966: Sir Moore Crosthwaite
- 1971–1974: Sir Guy Millard[16]
- 1974–1977: Sir Sam Falle
- 1977–1980: Sir Jeffrey Petersen
- 1980–1984: Sir Donald Murray[17][18]
- 1984–1987: Sir Richard Parsons[19]
- 1987–1991: Sir John Ure
- 1999–2003: Sir John Grant
- 2003–2006: Anthony Cary
- 2006–2011: Andrew Jonathan Mitchell
- 2011–oggi: Paul Johnston[20]